# アンナバ
アンナバ（アラビア語: عنّابة ʿAnnābah）は、アルジェリア北東部に位置するチュニジアとの国境付近の町。348,554人の人口を有しており（1998年当時）、アルジェ、オラン、コンスタンティーヌに次ぐアルジェリア4番目の都市にして、アンナバ県の県都である。別名ボーヌ（フランス語: Bône）。アナバと呼ばれることも多い。

## 歴史
この地域には先史時代から人類が生息しており、30000年前と言う早い時期の道具使用の痕跡が見られている。
アンナバはおよそ紀元前12世紀頃にフェニキア人によって創られたとされる。当時のアンナバはヒッポレギウス（en:Hippo Regius）あるいはヒッポと呼ばれていた。まだ生まれて間もないキリスト教の信仰者が多く、アウグスティヌスは396年から、死去する430年までここの司教だった。また重要な貿易港として繁栄した。
430年になると、ヴァンダル人によって包囲され、ガイセリックの指揮の下占領されたヒッポレギウスは431年から439年の間ヴァンダル王国の首都となった。
534年になるとヴァンダル王国は滅亡し、東ローマ帝国の支配下に置かれた。698年に入るとウマイヤ朝が支配するようになった。イスラム勢は町を再建し、現在のアンナバに名を改めた。
フランスは1832年にこの町を支配し、ボーヌと名を改めた。

## 姉妹都市
- サン＝テティエンヌ、フランス 1982年
- ビゼルト、チュニジア 1985年
- エカテリンブルク、ロシア 2009年